# Leppikari (ö i Lappland, Kemi-Torneå, lat 65,79, long 24,14)
Leppikari är en ö i Finland.   Den ligger i kommunen Torneå i den ekonomiska regionen  Kemi-Torneå  och landskapet Lappland, i den norra delen av landet, 600 km norr om huvudstaden Helsingfors. Arean är 0,44 kvadratkilometer.
Terrängen på Leppikari är mycket platt. Den sträcker sig 1,2 kilometer i nord-sydlig riktning, och 0,7 kilometer i öst-västlig riktning.